# Santiago Lazcano
Santiago Lazcano Labaca (* 8. März 1947 in Errezil; † 3. Februar 1985 in San Sebastian) war ein spanischer Radrennfahrer und nationaler Meister im Radsport.

## Sportliche Laufbahn
Lazcano war im Straßenradsport aktiv. Als Amateur siegte er 1967 im Rennen Prueba Loinaz. Von 1968 bis 1976 war er als Berufsfahrer aktiv. Als Radprofi gewann er das Etappenrennen Vuelta a los Valles Mineros vor Vicente López Carril, die Vuelta a Cantabria vor Francisco Galdós und die Prueba Loinaz 1969, den Gran Premio Caboalles de Abajo 1971, den Gran Premio Pascuas 1972, die Prueba Villafranca de Ordizia und die spanische Bergmeisterschaft 1973, die Vuelta Asturias vor José Luis Viejo 1976. Etappen gewann Lazcano in der Vuelta a los Valles Mineros 1969, in der Volta a la Comunitat Valenciana und in der Katalonien-Rundfahrt 1972, im Giro d’Italia 1974, im Grand Prix Midi Libre 1975. 1971 gewann er die Bergwertung in der Katalonien-Rundfahrt. Zweiter wurde Lazcano 1968 in Vuelta a Cantabria hinter Francisco Galdós, im Clásica de Sabiñánigo 1969, in der Volta a la Comunitat Valenciana, im Giro dell’Emilia hinter Eddy Merckx, im Gran Premio Viscaya 1972, in der Volta a la Comunitat Valenciana und in der Bergmeisterschaft 1975, in der Clásica de Sabiñánigo und in der Vuelta a Cantabria 1976. Lazcano starb an den Folgen eines Verkehrsunfalls im Krankenhaus.
Lazcano bestritt alle Grand Tours.

## Grand-Tour-Platzierungen
| Grand Tour            | 1969 | 1970 | 1971 | 1972 | 1973 | 1974 | 1975 | 1976 |
| --------------------- | ---- | ---- | ---- | ---- | ---- | ---- | ---- | ---- |
| Vuelta a EspañaVuelta | 40   | –    | –    | 19   | –    | 20   | 9    | 22   |
| Giro d’ItaliaGiro     | –    | –    | DNF  | 10   | 5    | 16   | –    | –    |
| Tour de FranceTour    | 41   | –    | –    | –    | 29   | –    | DNF  | 68   |